# Mountnessing
Mountnessing är en by och en civil parish i Brentwood i Storbritannien. Den ligger i grevskapet Essex och riksdelen England, i den sydöstra delen av landet, 40 km öster om huvudstaden London. Orten har 1 132 invånare (2001).